# Shelley Moore Capito
Shelley Moore Capito, nata Shelley Wellons Moore (Glen Dale, 26 novembre 1953), è una politica statunitense, senatrice per lo stato della Virginia Occidentale dal 2015 e in precedenza membro della Camera dei Rappresentanti per lo stesso stato dal 2001 al 2015.

## Biografia
Nata a Glen Dale, la Moore Capito è figlia di Arch A. Moore Jr., politico repubblicano e governatore della Virginia Occidentale per tre mandati, e di Shelley Riley.
Dopo gli studi all'Università Duke e all'Università della Virginia, la Moore Capito si sposò e svolse l'attività di casalinga per molti anni. Successivamente decise di seguire le orme paterne dedicandosi alla politica con il Partito Repubblicano e nel 1996 venne eletta all'interno della legislatura statale della Virginia Occidentale, dove rimase per i successivi quattro anni, portando a termine due mandati.

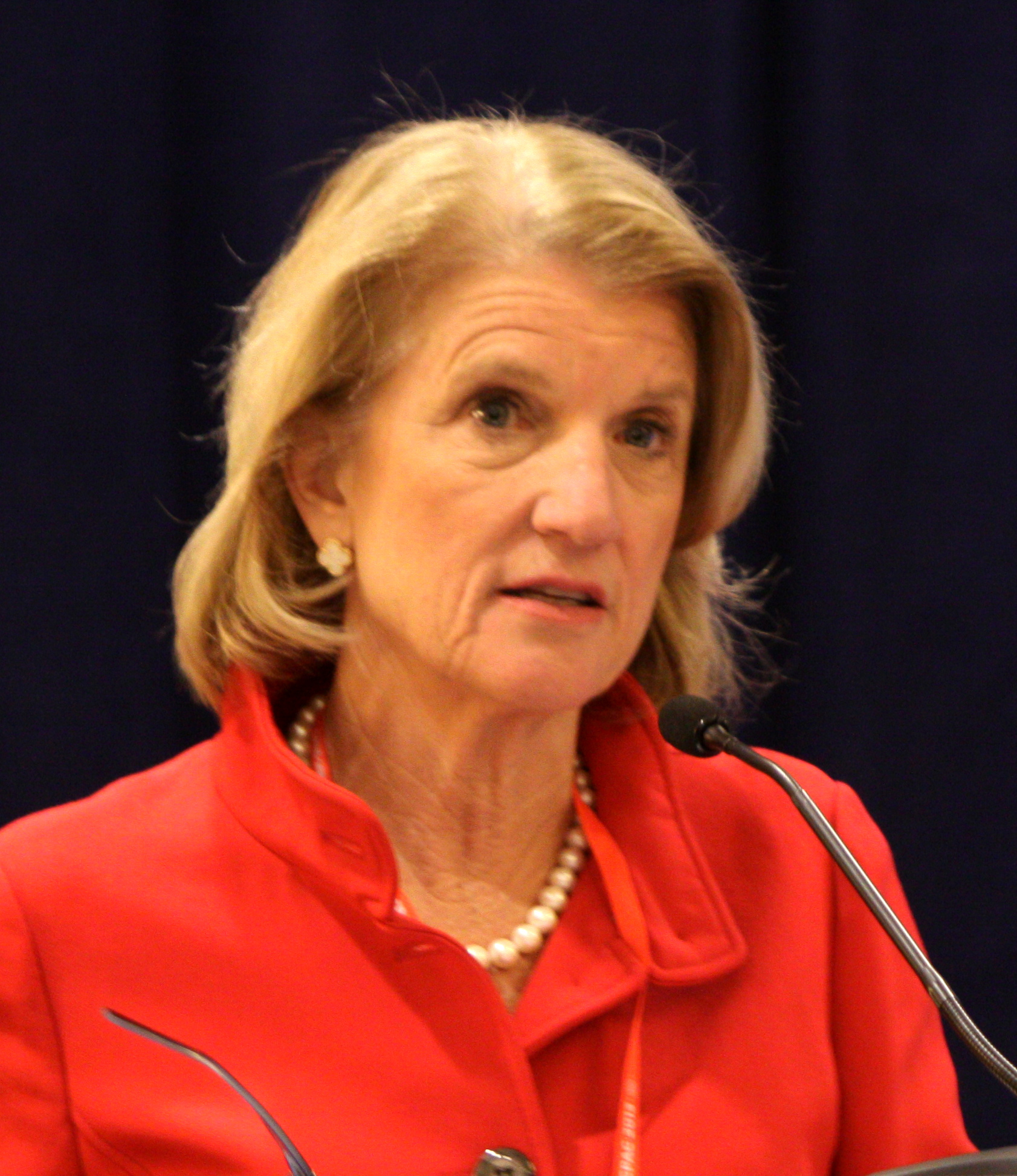
Shelley Moore Capito nel 2013

Nel 2000, quando il deputato democratico Bob Wise lasciò la Camera dei Rappresentanti per candidarsi alla carica di governatore dello Stato, la Moore Capito annunciò di voler concorrere per il seggio rimasto vacante. Al termine di una competizione molto serrata contro l'avversario democratico, l'avvocato Jim Humphreys, la Moore Capito riuscì ad essere eletta, divenendo la prima donna repubblicana ad approdare al Congresso per lo Stato della Virginia Occidentale (la seconda donna in assoluto dopo la democratica Elizabeth Kee).
Due anni dopo, la Moore Capito chiese un secondo mandato e affrontò nuovamente Humphreys, riuscendo a sconfiggerlo con un ampio margine di scarto. Fu poi riconfermata per altri cinque mandati anche nel 2004, nel 2006, nel 2008, nel 2010 e nel 2012.
In occasione della tornata elettorale del 2014, la Moore Capito dichiarò di volersi candidare al Senato contro il democratico in carica da trent'anni Jay Rockefeller. Tuttavia, già all'inizio della campagna elettorale, Rockefeller annunciò la sua intenzione di ritirarsi dalla politica e così la Moore Capito ottenne una grossa spinta verso la vittoria. Nelle elezioni generali affrontò da favorita l'avversaria democratica Natalie Tennant, Segretario di Stato della Virginia Occidentale, riuscendo a sconfiggerla nettamente. In questo modo la Moore Capito divenne la prima donna eletta senatrice per lo Stato della Virginia Occidentale.
Come suo padre, ideologicamente Shelley Moore Capito è considerata una centrista: sostiene la ricerca sulle cellule staminali e il diritto all'aborto, ma si è schierata contro la riforma sanitaria di Barack Obama.